# Измерение (квантовая механика)
Измерение в квантовой механике — концепция, описывающая возможность получения информации о состоянии системы путём проведения физического эксперимента.
Результаты измерения интерпретируются как значения физической величины, которой ставится в соответствие эрмитов оператор физической величины, называемый традиционно наблюдаемой. Сами значения измерений являются собственными значениями этих операторов, а после проведения селективного измерения (то есть измерения, результат которого известен экспериментатору) состояние системы оказывается в соответственном полученному значению собственном подпространстве, что называется редукцией фон Неймана. При идеализированном «абсолютно точном» измерении могут быть получены только лишь такие значения физической величины, которые принадлежат спектру соответствующего этой величине оператора, и никакие другие. Пример: собственными значениями оператора проекции спина частицы со спином 1/2 на произвольное направление являются только величины {\displaystyle \pm {\frac {1}{2}}\hbar }, поэтому в эксперименте Штерна — Герлаха пучок таких частиц разделится только на два — не больше и не меньше — пучка с положительной и отрицательной проекцией спина на направление градиента магнитного поля.
Если же результат измерения остался неизвестным экспериментатору (такое измерение называют неселективным), то квантовая система переходит в состояние, которое в общем случае описывается матрицей плотности (даже если исходное состояние было чистым), диагональной в базисе оператора измеренной физической величины, причём величина каждого из диагональных элементов в этом базисе равна вероятности соответствующего исхода измерения.
Вероятность получить то или иное собственное значение как результат измерения равна квадрату длины проекции исходного нормированного на единицу вектора состояния на соответственное собственное подпространство.
В более общей форме среднее значение измеряемой величины равно следу произведения оператора матрицы плотности квантовой системы и оператора соответствующей величины.